# Tá
Tá é um filme curta-metragem brasileiro de 2007, dirigido pelo jornalista Felipe Sholl. É um diálogo de 5 minutos entre dois rapazes dentro de um banheiro de faculdade, com conteúdo homoerótico não-explícito. Foi o primeiro filme brasileiro a vencer o troféu Teddy, no Festival de Berlim (Berlinale) 2008.

## Enredo
Em um banheiro de faculdade não-identificado, dois garotos na faixa etária de 20 anos conversam. Nenhum dos personagens é identificado por nome. Um deles conta que usou cocaína e teve uma ereção. Curioso, o segundo decide experimentar a droga para tentar surtir o mesmo efeito. No entanto, como não fica excitado, o amigo se oferece para fazer estímulos sexuais, incluindo felação. Depois de várias tentativas sem sucesso, os rapazes finalmente resolvem experimentar o que realmente desejavam mas parecia tabu: um beijo carinhoso — o que, de fato, faz efeito.
"Tá" é comumente definido como um coming-out movie, ou filme de afirmação de identidade sexual.

## Produção
Tá foi filmado originalmente em vídeo digital. É o filme de estréia tanto do diretor quanto dos dois atores, Fernando São Thiago e João Ferreira. O roteiro foi inspirado num conto inédito de Rafael Lessa, jornalista brasileiro radicado em Nova York. A produção executiva foi do documentarista estadunidense Jonathan Nossiter e do cineasa cearense Karim Aïnouz.
O orçamento do filme foi de apenas R$ 1.000,00 — considerado simbólico mesmo para produções independentes. As filmagens ocorreram em um único dia de dezembro de 2006, no Campus da Praia Vermelha da Universidade Federal do Rio de Janeiro, com equipe técnica mínima. A edição ficou a cargo de Julia Murat, mesma montadora de Maré, nossa história de amor.

## Recepção e Prêmios
Tá estreou no Festival de Curtas de São Paulo em agosto de 2007 e depois no CurtaCinema (Rio de Janeiro) em outubro. Também em outubro, recebeu o Prêmio Especial do júri, no festival Goiânia Mostra Curtas (Goiânia). Em novembro do mesmo ano, foi exibido no Festival MixBrasil e conquistou o prêmio de Melhor Curta-Metragem de Ficção. Em janeiro de 2008, o curta foi selecionado de última hora para o Festival Internacional de Cinema de Berlim, em mostra competitiva, e acabou recebendo o troféu Teddy, premiação reservada para produções de temática GLBT. O dote foi de 3.000 euros.
À imprensa, Sholl costuma definir o filme como "sujo e fofo".

## Curiosidades
- O título é uma referência ao ponto crucial do diálogo, em que um dos garotos sugere o beijo e o outro, após hesitar muito, concorda dizendo apenas "Tá.".
- O diretor vendeu um piano de família para financiar a produção.
- A locação utilizada foi o banheiro masculino da Central de Produção Multimídia da Escola de Comunicação da UFRJ.
- Fernando São Thiago, um dos atores, também cuidou da produção gráfica do filme.